# Groszki i róże
Groszki i róże – czternasty album studyjny polskiej piosenkarki Danuty Stankiewicz wydany w 2021 roku nakładem Studia Realizacji Myśli Twórczych.

## Lista utworów
1. Skrzypek Hercowicz (Andrzej Zarycki - Osip Mandelsztam, przekład Wiktor Woroszylski)
2. Grande valse brillante (Zygmunt Konieczny - Julian Tuwim)
3. Groszki i róże (Zygmunt Konieczny - Julian Kacper, Henryk Rostworowski)
4. Sur le pont d'Avignon (Andrzej Zarycki - Krzysztof Kamil Baczyński)
5. Pocałunki (Zygmunt Konieczny - Maria Pawlikowska-Jasnorzewska)
6. Jaki śmieszny (Zygmunt Konieczny - Wincenty Faber)
7. Ostatnie tango (Emile Deloire - Stanisław Ratold)
8. Tomaszów (Zygmunt Konieczny - Julian Tuwim)
9. Ballada o cudownych narodzinach Bolesława Krzywoustego (Andrzej Zarycki - Gall Anonim)
10. Cyganka (Andrzej Zarycki - Osip Mandelsztam, przekład Jerzy Pomianowski)
11. Karuzela z Madonnami (Zygmunt Konieczny - Miron Białoszewski)
12. Imię twe (Andrzej Zarycki - Marina Cwietajewa, przekład Jerzy Pomianowski)
13. Rebeka (Zygmunt Białostocki - Andrzej Włast)
14. Taki pejzaż (Zygmunt Konieczny - Andrzej Szmidt)
15. Jedno serce (Andrzej Seroczyński - Leon Sęk)

## Charakterystyka albumu
Album Groszki i róże Danuty Stankiewicz to wydawnictwo w całości poświęcone twórczości artystycznej Ewy Demarczyk. Płyta to zbiór najpopularniejszych utworów z repertuaru artystki, oraz jeden utwór z samodzielnego repertuaru Danuty Stankiewicz. Wydaniem płyty zajęło się Studio Realizacji Myśli Twórczych, natomiast nagranie, zaaranżowanie, zrealizowanie i opracowanie wszystkich utworów miało miejsce w Spółce Muzyczno Producenckiej Romualda Kunikowskiego i Piotra Semczuka. Wydanie płyty promowano trzema singlami. Do dwóch z nich zrealizowano teledysk z udziałem artystki, oraz do jednego wizualizację tekstową. 28 lutego 2022 w warszawskim Centrum Praskim Koneser odbyła się oficjalna premiera płyty, podczas której artystka dała wspólnie z zespołem w składzie: Piotr Kubacki – instrumenty klawiszowe, Mirosław Kuźniak – skrzypce, Tomasz Szcześniak – akordeon, oraz Filipem Borowskim w roli konferansjera recital z repertuarem z albumu Groszki i róże. Album oryginalnie ukazał się w formie płyty kompaktowej (SRMT CD 20210025). 27 kwietnia 2023 album miał swoją premierę w serwisach streamingowych.

## Muzycy
- Danuta Stankiewicz – śpiew
- Spółka Muzyczno Producencka Romuald Kunikowski i Piotr Semczuk – opracowanie utworów, aranżacje i realizacja
- Adam Lewandowski – cajon

## Realizatorzy
- Projekt graficzny – Hanna Szustkowska
- Skład graficzny – Lechosław Carnelli
- Konsultacja merytoryczna – Teresa Borucka